# Truck Stop (Album)
Truck Stop ist das Debütalbum der gleichnamigen deutschen Country-Band und wurde 1973 über Telefunken veröffentlicht.

## Hintergrund
Das Album wurde 1973 im Studio Maschen (Landkreis Harburg) von Joe Menke (unter anderem Les Humphries Singers) produziert. Das Studio entwickelte sich in der Folgezeit zur festen Anlaufstelle der Band.
Im Gegensatz zu den späteren Alben der Gruppe besteht das Album ausschließlich aus englischsprachigen Songs, zum Großteil Coversongs bekannter Rock & Roll und Country-Songs. Mit Dorraine und Please Let Me Know sind auch zwei Eigenkompositionen von Cisco Berndt auf dem Album.
Als Single wurde 1974 Hello Josephine (im Original von Fats Domino) ausgekoppelt. Die B-Seite war Orange Blossom Special (im Original von Johnny Cash).

## Titelliste
| #  | Titel                             | Songwriter (Originalinterpret)     | Länge |
| -- | --------------------------------- | ---------------------------------- | ----- |
| 1  | Hello Josephine                   | Domino & Bartholomew (Fats Domino) | 2:47  |
| 2  | Wait a Little Longer Please Jesus | Hazel/Houser (The Louvin Brothers) | 3:22  |
| 3  | Oakie from Muskogee               | Haggard (Merle Haggard)            | 2:36  |
| 4  | Sunday Morning Comin’ Down        | Kristofferson (Ray Stevens)        | 4:03  |
| 5  | Orange Blossom Special            | Rouse (Johnny Cash)                | 3:06  |
| 6  | Let It Rock                       | Berry (Chuck Berry)                | 1:45  |
| 7  | Rock-A-Beatin’ Boogie             | Haley/Keefer (Bill Haley)          | 3:10  |
| 8  | Kiss an Angel Good Mornin’        | Peters (Charley Pride)             | 2:46  |
| 9  | Blue Suede Shoes                  | Perkins (Carl Perkins)             | 2:50  |
| 10 | Foggy Mountain Breakdown          | Scruggs (Flatt & Scruggs)          | 2:02  |
| 11 | Please Let Me Know                | Günter Berndt                      | 3:11  |
| 12 | Dorraine                          | Günter Berndt                      | 3:11  |

## Erfolg
Das Album verkaufte sich rund 50.000 mal und legte den Grundstein für den kommerziellen Erfolg der Countryband.